# Skidpad

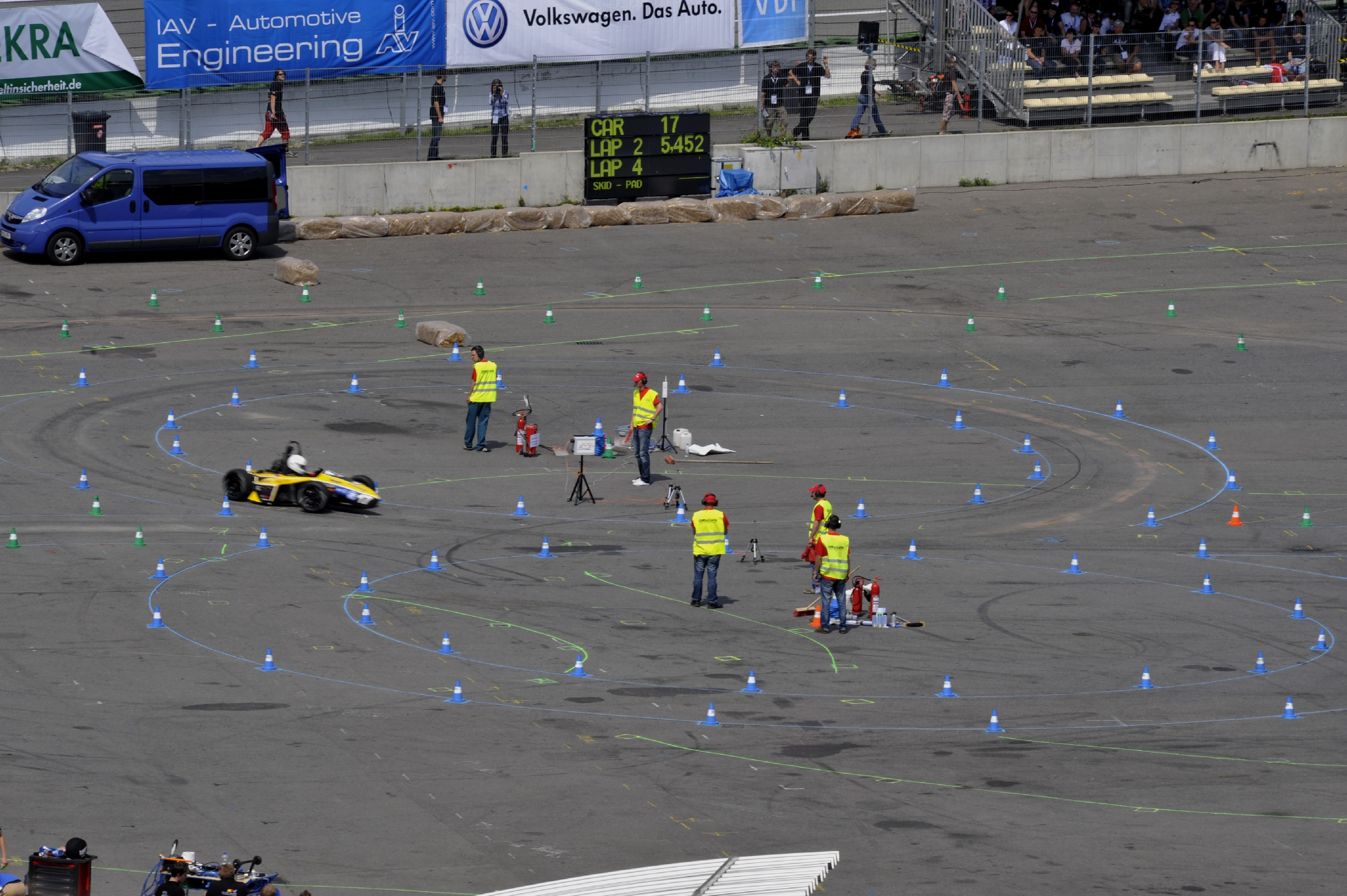
SkidPad

Un skidpad est une grande piste circulaire de 300 pieds de rayon (environ 100 m), utilisée pour de nombreux tests de maniabilité des voitures. Le test le plus courant consiste à tester l'accélération latérale mesurée en g.
Le test est conduit sur cette piste avec une voiture dont la vitesse augmente progressivement jusqu'à ce que les pneus extérieurs à la piste commencent à glisser. À ce moment, on sait que la vitesse de la voiture ne peut augmenter sans que la voiture ne sorte du rayon de la piste.
À ce moment, la vitesse de la voiture est enregistrée, et selon la formule de la force centripète:
{\displaystyle F=m\times {\frac {v^{2}}{r}}}.
On peut en déduire la force g latérale maximum que peut endurer la voiture.

## Sources
- (en) Cet article est partiellement ou en totalité issu de l’article de Wikipédia en anglais intitulé « Skidpad » (voir la liste des auteurs).
- (en) Yee Man Chan, Chi Yung Ng, « Road Resistance », 2007